# Mehring, Oberbayern
Mehring är en kommun och ort i Landkreis Altötting i Regierungsbezirk Oberbayern i förbundslandet Bayern i Tyskland.
Kommunen ingår i kommunalförbundet Emmerting tillsammans med kommunen Emmerting.